# Мак (фильм, 1992)
«Мак» — американский драматический фильм 1992 года, созданный режиссёром Джоном Туртурро. Фильм выиграл несколько крупных кинопремий, таких как: «Золотая камера» на Каннском кинофестивале и «Независимый дух».

## Сюжет
Николо (Мак) Вителли — старший из трёх братьев. Он возглавил семью после смерти отца. Тот был строителем, и его сыновья продолжили семейное дело. Сперва они работали на Половски, но тот делал дрянную работу и жульничал. В конце концов братья уже не могли больше работать на такого босса и создали собственную компанию. Вителли Бразерз Констракшен строит дома очень ответственно, с гордостью за свою работу. Но тут выясняется, что Мак — трудоголик, одержимый качеством работы и чрезмерным вниманием к деталям. Его кипучая деятельность и амбиции разрушают счастливую семейную жизнь, и в конечном счёте два его беспечных брата покидают возникающую строительную империю.

## Актёрский состав
| актёр            | роль                  |
| ---------------- | --------------------- |
| Джон Туртурро    | Никколо «Мак» Вителли |
| Майкл Бадалукко  | Вико Вителли          |
| Кэтрин Боровиц   | Элис Стандер          |
| Карл Капоторто   | Бруно Вителли         |
| Николас Туртурро | Тони Гловес           |
| Мэттью Суссман   | Кларенс               |
| Эллен Баркин     | Оона Голдфарт         |
| Деннис Фарина    | мистер Студент        |
| Олек Крупа       | Полоцки               |
| Джон Эймос       | Нэт                   |
| Стивен Рандаццо  | Гас                   |
| Джо Папароне     | папа                  |
| Аида Туртурро    | Вайф                  |
| Марио Тодиско    | Джо Мул               |
| Гарри Бьюджин    | пациент               |